# Louis Guntrum Weinkellerei

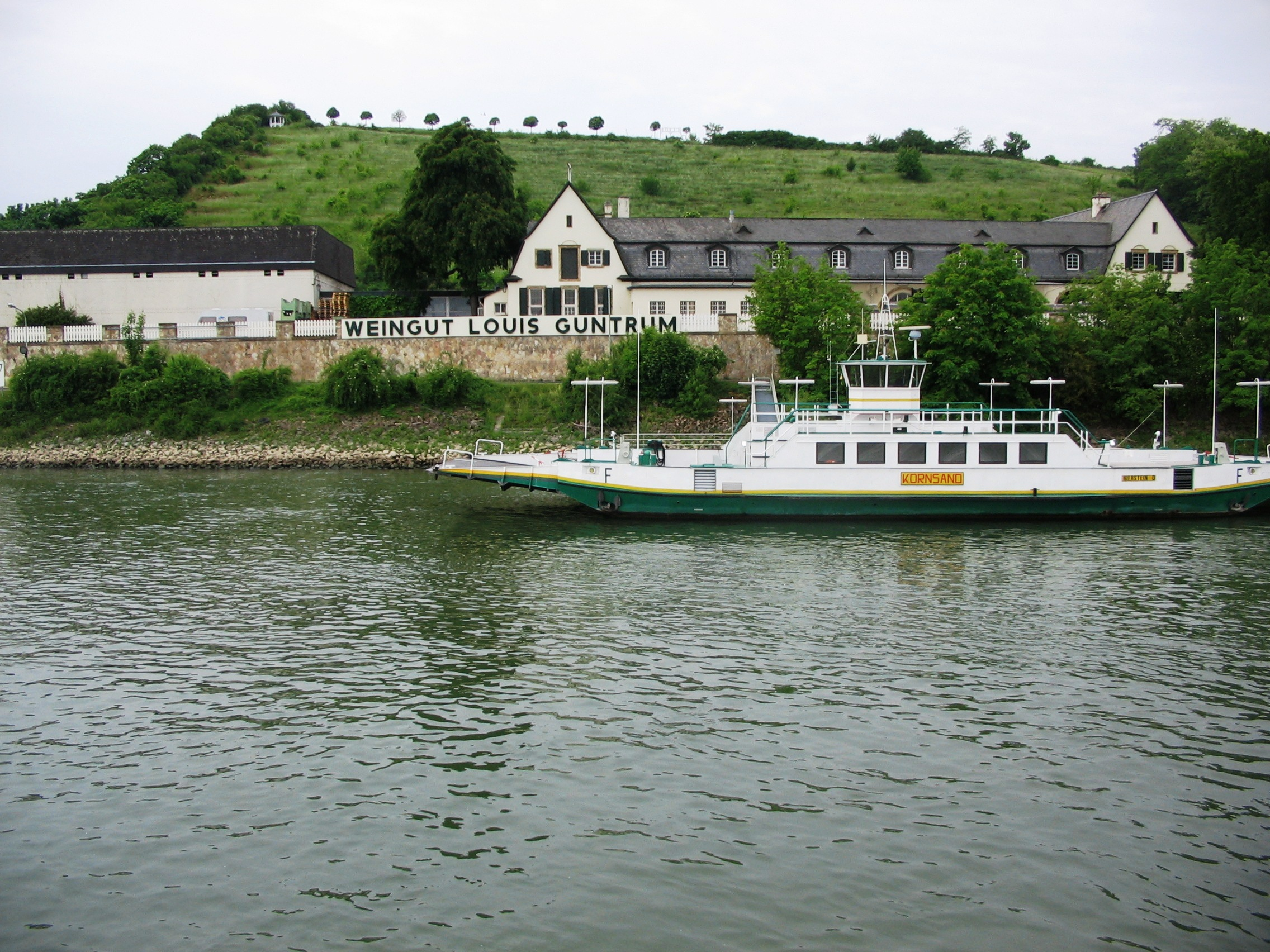
Guntrum vom Rhein aus

Die Louis Guntrum Weinkellerei GmbH mit Sitz in Nierstein ist eine 1824 in Bensheim gegründete Weinkellerei mit Weingut im Weinbaugebiet Rheinhessen. Sie befindet sich bis heute in Familienbesitz.

## Geschichte
Bereits seit 1648 wurde die Familie Guntrum als Küfer und Gastwirte in Wörrstadt und ab 1792 an der hessischen Bergstraße über fünf Generationen urkundlich erwähnt.
Nach seiner Ausbildung in Küferei und Kellertechnik in Frankreich und der Schweiz erwarb Ludwig Philipp Guntrum am 24. Februar 1824 in Bensheim ein Wohnhaus mit großen Kellern und eröffnete dort gemeinsam mit seiner Verlobten, Catharina Sperling, eine Küferei mit Weinhandel sowie das Gasthaus Zur Sonne. Neben dem Weinlager in Bensheim für Rheinhessen betrieb er ab 1833 zusammen mit seinem Schwiegervater, dem Weinhändler Sperling aus Mannheim, ein Weinlager für das Anbaugebiet Rheinpfalz.

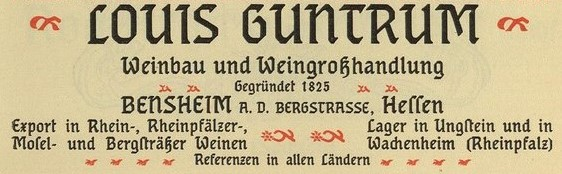
Paris 1900

Bei der Weltausstellung 1867 in Paris wurden in der Gemeinschaftspräsentation der Bergsträßer Weine von Ludwig Philipp Guntrum vertriebene Weine ausgestellt. Am 18. Februar 1863 erhielten die Söhne Jean und Gustav Guntrum Prokura für die Weinhandlung Louis Guntrum zu Bensheim. 1868 übernahmen sie das Geschäft und erwarben nach dem Tod von Ludwig Philipp Guntrum 1869 ab 1870 die ersten Weinberge in Bensheim. Durch die Gründung des Deutschen Kaiserreichs 1871 konnten Weine in alle Teile des Deutschen Reiches sowie in das Ausland vertrieben werden. Der Betrieb konzentrierte sich fortan auf Weinbau und Weinhandel. Infolge wurde die Gastwirtschaft 1874 geschlossen. Auf den folgenden Weltausstellungen in Wien 1873, Paris 1900 und Chicago 1893 wurden Weine von Guntrum erneut präsentiert.
Nach seiner kaufmännischen Ausbildung in England und Frankreich trat der älteste Sohn von Gustav Guntrum, Louis Jean George Guntrum 1901 als Teilhaber in das Unternehmen ein. Nachdem sich Gustav und Jean Guntrum je eine Villa in Bensheim errichtet hatten, schied letzterer 1902 aus dem Unternehmen aus. Im Herbst desselben Jahres wurden erste Handelsvertreter engagiert und das Vertreternetz in den Folgejahren weiter ausgebaut. Der Verkauf erfolgte fortan auf Betreiben von Louis J. G. Guntrum ausschließlich über den Großhandel. Gustav Guntrum starb 1907. Am 30. Juli 1909 erwarb Louis J. G. Guntrum das Gutshaus und die Kellerei an der Wormser Straße in Oppenheim zusammen mit ca. 7 Hektar Weinberg von der Witwe Hermann Egly und erweiterte es 1910 um ein neues Kelterhaus. Es folgten 1912 die Übernahme der Wallot'schen Kellerei in Oppenheim sowie 1917 der Kauf eins großen Hauses mit angrenzendem Weinberg in der Rheinallee in Nierstein. Aufgrund des Kriegseinsatz von Louis Guntrum stand Jean Guntrum dem Betrieb von 1914 bis 1918 nochmal beratend zur Seite.
Mit Beendigung des Ersten Weltkrieges wurde beschlossen, die Geschäfte in Bensheim und Oppenheim getrennt zu führen, und Gustav Guntrum, der 19 Jahre jüngerer Bruder von Louis J. G. Guntrum, übernahm das Bensheimer Stammhaus des Unternehmens. Bei Louis J. G. Guntrum verblieb das Großhandelsgeschäft in Oppenheim. Er zog daraufhin im Sommer 1919 mit einem Teil der Angestellte in ein neues Büro in der ehemaligen Bembé-Villa in Nierstein. Trotz Inflation und Wirtschaftskrise konnten die beiden Brüder ihr Unternehmen in der achten Generation erfolgreich weiterführen. Um den Betrieb zu erweitern baute Louis J. G. Guntrum zwischen 1923 und 1924 auf dem an das Niersteiner Haus angrenzenden Weinberg eine große, moderne Kellerei.
Nachdem die zwei älteren Söhne von Louis J. G. Guntrum ihre kaufmännischen Lehren beendet hatten, ging der älteste, Hermann Guntrum, nach London zu Southard & Co, die das Unternehmen in England vertraten. Der andere, Hanns Louis Guntrum, ging nach seiner Lehre bei dem Bremer Handelshaus Oldorb und Jürgens in die französische Schweiz. Am 1. Januar 1935 traten beide als neunte Generation in das Unternehmen ein. Hermann Guntrum leitete die Exportgeschäfte, Hanns Louis Guntrum übernahm das Weingut und die Kellerei. Der Vertrieb und der Großhandel war zwischen Louis J. G. Guntrum und seinen beiden Söhnen aufgeteilt. Über die Unternehmen Louis Guntrum Weingut und Weingroßkellerei sowie J. A. Harth, das zwischenzeitlich übernommen worden war, wurde in den Folgejahren nach Finnland, Brasilien, Ceylon, Burma, Polen, England, Irland sowie in die USA exportiert. Mit rund 30 ha Weinbegfläche gehörte das Unternehmen zudem zu den größten Weinbaubetrieben im Raum Nierstein-Oppenheim. 1939 erwarb Louis J. G. Guntrum noch ein nahe gelegenes Anwesen in der Rheinallee 41 in Nierstein für seinen Sohn Hans Louis.
Mit Beginn des Zweiten Weltkriegs brach das Exportgeschäft ein, konnte aber durch Verkäufe in die besetzten Gebiete sowie an die Wehrmacht kompensiert werden. Alle Söhne von Louis Guntrum wurden eingezogen. Hanns Louis Guntrum starb 1943. Nach Kriegsende schied Louis J. G. Guntrum aus dem Unternehmen aus und die beiden Brüder Hermann und Lorenz Guntrum teilten sich die Geschäftsführung des Unternehmens, wobei Hermann weiter für den Export zuständig war und Lorenz das Weingut, die Kellerei und das Inlandsgeschäft leitete. Die Villa von Louis Guntrum in Nierstein und das Anwesen in der Wormser Straße in Oppenheim wurden 1945 von den Alliierten beschlagnahmt und erst 1949 wieder freigegeben.
Mitte der 1950er Jahre waren die Vertriebskontakte vor allem nach England wieder aufgebaut und das Unternehmen exportierte in über 80 Länder. Zu Beginn der 1960er Jahre verbrachte Hanns Joachim Louis Guntrum, der Sohn von Hermann Guntrum, ein Jahr in den USA und Vertrieb dort die Weine des Unternehmens Louis Guntrum. In dieser Zeit wurden die Kellergewölbe des Gutshauses unter die B9 hindurch erweitert. Louis J. G. Guntrum starb 1964. 1965 wurde Hanns Joachim Louis Guntrum als zehnte Generation Mitglied der Geschäftsleitung, sein Cousin Peter Louis Guntrum, Sohn von Hans Louis Guntrum, folgte ein Jahr später. Anfang der 1970er Jahre wurde ein neues Hochregallager als Flaschenlager an das Gutsgebäude angebaut und durch Peter Louis Guntrum ein eigenes Vertriebsbüro in Großbritannien eröffnet und 1974 ein neues Kelterhaus an der Wörrstädter Straße in Betrieb genommen, welches ebenfalls unterirdisch mit dem Stammhaus verbunden war. 1976 schied Herrmann Guntrum aus dem Unternehmen aus und sein Bruder Lorenz Guntrum teilte sich die Geschäftsleitung fortan mit seinem Sohn Hanns Joachim Louis Guntrum sowie seinem Neffen Peter Louis Guntrum. Zu dieser Zeit erwirtschafteten die Verkäufe nach England sowie in die kanadischen Provinzen, Alberta und British Columbia alleine ca. 50 % des Gesamtumsatzes.
1981 schied Peter Louis Guntrum als geschäftsführender Gesellschafter aus und gründete einen eigenen Weinvertrieb. 1982 verlegte das Unternehmen den Weinbau von Oppenheim in die Wörrstädter Straße nach Nierstein. Mit dem Glykolwein-Skandal 1985 kündigten Großkunden wie British Airways die Geschäftsbeziehungen und der Exportanteil verringerte sich merklich. Als Ausgleich gelang es der Louis Guntrum Weinkellerei GmbH Anfang der 1990er Jahre den skandinavische Markt zu erschließen sowie mit alkoholfreien Weinen und Sekten in Saudi-Arabien Fuß zu fassen.
1996 zog der Weinbau in den Keller unter das Hochregallager. Im Jahr 1998 trat mit Louis Konstantin der Sohn von Hanns Joachim Louis Guntrum als geschäftsführender Gesellschafter in die Louis Guntrum Weinkellerei GmbH ein und verbrachte anschließend zwei Jahre in Süd-, Mittel- und Nordamerika um den dortigen Markt wieder zu beleben. Der 1981 ausgeschiedene Peter Louis Guntrum starb 1999.
Jahr 2003 verpachtete Hanns Joachim Louis Guntrum einige Flächen in den Lagen Oppenheimer Schützenhütte, Oppenheimer Sackträger, Niersteiner Hölle, Niersteiner Bergkirche und Niersteiner Pettenthal an das Weingut Eckehart Gröhl und brachte diese als Vermögen in die von ihm neu gegründete Evang. Hanns Joachim Louis Guntrum Stiftung ein. Im selben Jahr zog er sich aus dem Unternehmen zurück. Weinbau und Flaschenlager wurden daraufhin in das Gutsgebäude in der Rheinallee verlegt und Louis Konstantin Guntrum leitete fortan das Unternehmen in elfter Generation alleine.
Im Jahr 2009 wurde das Unternehmen umstrukturiert. Die Louis Guntrum GmbH firmierte um in Louis Guntrum Weinkellerei GmbH. Das Weingut Louis Guntrum hatte nach ausscheiden von Lorenz Guntrum 1998 nur noch einen Gesellschafter und wurde zur Personengesellschaft Weingut Louis Guntrum, Inhaber Louis Konstantin Guntrum e.K. In den Folgejahren wurde der Schwerpunkt wieder mehr auf Weintourismus gelegt und das Konzept eines Weingartens umgesetzt. International rückte der asiatische Markt in den Focus. So beteiligte sich das Unternehmen 2010 als Aussteller an der VINEXPO in Hongkong.
Der ehemalige Geschäftsführer, Hanns Joachim Louis Guntrum starb am 30. März 2017.

## Unternehmen
Das Kerngeschäft der Louis Guntrum Weinkellerei GmbH ist eine Weinkellerei, die Weine aus der Region in mehr als 60 Länder der Welt exportiert. Darüber hinaus wird eine Eventlocation mit Gastronomie betrieben. Daneben besteht noch das Weingut Louis Guntrum, Inhaber Louis Konstantin Guntrum e.K. Der Weinbau generiert lediglich zehn Prozent des Umsatzes.
Jährlich werden ca. 80.000 bis 100.000 Flaschen aus dem eigenen Weinbau abgefüllt. Die Weine werden unter den Namen Guntrum Classic vertrieben. Seit 2018 hat die Weinkellerei die neue Reihe „km 482“ (stehend für den Rheinkilometer 482, der gegenüber der Weinberge liegt).
Im Gault-Millau hat das Weingut eine Traube, Eichelmann vergibt einen Stern. Im Falstaff erhalten die Weine bis zu 92 Punkte.

## Rebsorten und Lagen
Der Besitz beinhaltet hauptsächlich Weinbergslagen in Nierstein und Oppenheim mit insgesamt elf Hektar:
Niersteiner Oelberg, Niersteiner Orbel, Niersteiner Bergkirche, Niersteiner Pettenthal, Niersteiner Rehbach und Niersteiner Paterberg, sowie Oppenheimer Schützenhütte, Oppenheimer Sackträger und Oppenheimer Herrenberg.
Zu den Weißweinsorten gehören Riesling, Silvaner, Weißburgunder, Grauburgunder, Rotweine werden aus den Sorten Spätburgunder, Dornfelder und Portugieser gewonnen.

## Auszeichnungen
Für das Konzept eines Weingartens unmittelbar am Rhein und seine Umsetzung wurde das Weingut 2013 in der rheinhessischen Vorentscheidung des von den Great Wine Capitals durchgeführten Wettbewerbs Best of Wine Tourism Award in der Kategorie Weintourismus-Service ausgezeichnet.

## Historische Fässer
Die Familie Guntrum pflegt seit ca. 1830 die Tradition bei Hochzeiten ihrer Familienmitglieder Fässer mit besonders geschnitzten Fassböden herstellen zu lassen. Auch zum 125-jährigen Firmenjubiläum gab man 1949 bei dem Bildhauer Benno Wiese aus Mainz einen geschnitzten Fassboden in Auftrag. Zum 150-jährigen Jubiläum erhielt das Unternehmen 1974 von der Küferzunft ein historisches Weinfass mit geschnitztem Fassboden aus dem Jahr 1868. Einige diese Fässer stehen heute als Kulturgut unter Schutz.

## Historische Gebäude
Folgende von den Unternehmen oder den Angehörigen der Familie Guntrum gebaute oder erworbene Gebäude stehen heute unter Denkmalschutz:
- Bembé-Villa Rheinallee 60 mit zugehörigem Wirtschaftsgebäude Rheinallee 62 in Nierstein; erbaut 1895 im Stil der Neugotik und Neurenaissance nach Plänen des Frankfurter Architekten Franz von Hoven[20]:75
- Weinkellerei Louis Guntrum, Rheinallee 62 in Nierstein; erbaut 1925 von Louis J. G. Guntrum im barockisierenden Heimatstil nach Plänen des Architekten Reinhold Weisse; bis heute Sitz des Unternehmens[20]:75
- Villa für Jean Guntrum in Bensheim, Darmstädter Straße 15; erbaut 1902 nach Plänen des Bensheimer Architekten Heinrich Metzendorf[21]
- Villa für Gustav Guntrum in Bensheim, Darmstädter Straße 17; erbaut 1902 nach Plänen des Architekten Heinrich Metzendorf[22]
- Villa Wormser Straße 46 in Oppenheim; erbaut 1892 (Kelleranlage teilweise vor 1689); erworben 1909 von Louis J. G. Guntrum und bis 1965 Sitz der Familie Hermann Guntrum[20]:91
- Kelterhaus Wormser Straße 46 in Oppenheim; erbaut 1910 von Louis J. G. Guntrum über älterem doppelgeschossigen Weinkeller nach Plänen des Architekten Waldschmidt[20]:91
- Wallot’sche Kellerei Rathofstraße 25 in Oppenheim; spätgotische Architekturteile, doppelt tonnengewölbter Keller; erworben 1912 von Louis J. G. Guntrum, heute Weingut Dahlem[20]:89
- Haus für Louis J. G. Guntrum in Nierstein; erbaut 1929–1931 nach Plänen des Architekten Georg Fehleisen